# Бишоп, Джастин (регбист)
Джастин Патрик Бишоп (англ. Justin Patrick Bishop; род. 9 ноября 1974, Кроли, Западный Суссекс) — ирландский регбист, выступавший на позиции вингера и фуллбэка.

## Биография
Родился в ирландской семье. Дед, Томас Данн — регбист, выступал за регбийный клуб «Север Ирландии», играл в матчах против Новой Зеландии в 1935 году за сборные Ольстера (3:3) и Ирландии (9:17). Сам Джастин играл в регби и сквош с ранних лет. В возрасте шести лет поступил в школу клуба «Ист-Гринстед», окончательный выбор пал в пользу регби. Окончил колледж Саквилль и университет Западной Англии в Бристоле. В клубе «Лондон Айриш» с 1994 года.
За клуб Бишоп всего провёл 279 игр с 1994 по 2007 годы, итого набрав 290 очков и занеся 58 попыток. С командой он выиграл Англо-валлийский кубок в 2002 году, выйдя в стартовом составе в матче против команды «Нортгемптон Сэйнтс» и занеся две попытки (игра завершилась со счётом 38:7). В 2004 году он был приглашён в команду «Барбарианс», однако из-за травмы не смог выступить за команду. В команду он попал спустя четыре года, только будучи уже игроком «Донкастер Найтс»: за «Барбарианс» Бишоп сыграл против клуба «Бедфорд». Также Бишоп привлекался к играм за молодёжную сборную Англии под руководством Клайва Вудворда, однако сделал окончательный выбор в пользу Ирландии и дебютировал с ней в 1998 году в матче против ЮАР в Блумфонтейне. За сборную Ирландии он выступал на чемпионате мира 1999 года, проведя за свою карьеру 25 игр и набрав 40 очков (8 попыток).
В течение двух лет Бишоп был играющим тренером клуба, в мае 2011 года стал тренером защитников клуба «Лондон Айриш». С 2012 года тренер клуба «Ист-Гринстед» из пятого дивизиона.